# Gare de Besançon Franche-Comté TGV
Gare de Besançon Franche-Comté TGV vasútállomás Franciaországban, 
- Auxon-Dessus
- Auxon-Dessous

 településen.

## Vasútvonalak
Az állomást az alábbi vasútvonalak érintik:
- LGV Rhin-Rhône
- Besançon-Viotte–Vesoul-vasútvonal

## Kapcsolódó állomások
A vasútállomáshoz az alábbi állomások vannak a legközelebb:
- Gare de Belfort - Montbéliard TGV
- Gare d’École-Valentin